# Scelio fuscicoxis
Scelio fuscicoxis är en stekelart som beskrevs av Jean-Jacques Kieffer 1905. Scelio fuscicoxis ingår i släktet Scelio och familjen Scelionidae. Inga underarter finns listade i Catalogue of Life.